# Rod Frawley
Rod Frawley (* 8. September 1952 in Brisbane) ist ein ehemaliger australischer Tennisspieler.

## Karriere
Ab 1969 nahm Rod Frawley bei Turnieren der ATP World Tour in seinem Heimatland teil, verlor aber bis Ende 1971 alle Erstrundenpartien. Erst im Dezember 1971 erreichte er in Brisbane unter anderem nach einem Sieg über Cliff Letcher das Viertelfinale, wo er sich Colin Dibley geschlagen geben musste. Nach der Saison 1972 spielte er bis 1976 keine professionellen Tennisturniere.
Ende 1979 erreichte er das Viertelfinale im Einzelwettbewerb der Australian Open, wo er gegen John Sadri verlor. Eine Woche später verlor er erneut gegen Sadri, als er in Auckland sein erstes Halbfinale spielte. Im März kam er sowohl in Stuttgart als auch in Mailand ebenfalls ins Halbfinale, verlor jedoch gegen Mark Cox und Vijay Amritraj. 1982 erreichte er in Adelaide erstmals ein Finale und konnte direkt seinen ersten und einzigen Titel auf der World Tour gewinnen, als er Lloyd Bourne besiegte. Ende des Jahres kam er auch ins Finale von Melbourne, wo er Pat Cash unterlag.
Im Jahr 1980 spielte Frawley zum ersten und einzigen Mal in einem Einzelmatch für die australische Davis-Cup-Mannschaft. Das Match gegen Corrado Barazzutti gewann er.
Im Doppel war Frawley an der Seite unterschiedlicher Partner erfolgreicher als im Einzel. Zwischen 1978 und 1983 holte er mit fünf unterschiedlichen Partnern fünf Doppeltitel. Bei elf weiteren Turnieren verloren er und seine jeweiligen Partner die Finalpartien. In dieser Zeit erreichte er zudem viermal das Viertelfinale der Doppelkonkurrenz der Australian Open, wo es für ihn und seine Partner Peter Feigl (1978 und 1979), Chris Lewis (1980) und Broderick Dyke (1983) nicht weiterging.
Sein letztes professionelles Turnier spielte Frawley 1984.

## Erfolge
| Legende                 |
| Grand Slam              |
| Masters Grand Prix      |
| Grand Prix Super Series |
| Grand Prix Series (6)   |
| ATP Challenger Tour (1) |

| Titel nach Belag |
| Hartplatz (2)    |
| Rasen (3)        |
| Sand (1)         |
| Teppich          |

### Einzel

#### Turniersiege

##### ATP Tour
| Nr. | Datum          | Turnier  | Belag | Finalgegner  | Ergebnis      |
| --- | -------------- | -------- | ----- | ------------ | ------------- |
| 1.  | 4. Januar 1982 | Adelaide | Rasen | Lloyd Bourne | 2:6, 6:3, 6:2 |

##### Challenger Tour
| Nr. | Datum          | Turnier | Belag     | Finalgegner  | Ergebnis      |
| --- | -------------- | ------- | --------- | ------------ | ------------- |
| 1.  | 30. April 1979 | Nagoya  | Hartplatz | Marcelo Lara | 2:6, 6:4, 6:3 |

#### Finalteilnahmen
| Nr. | Datum             | Turnier   | Belag | Finalgegner | Ergebnis |
| --- | ----------------- | --------- | ----- | ----------- | -------- |
| 1.  | 27. Dezember 1982 | Melbourne | Rasen | Pat Cash    | 6:4, 7:6 |

### Doppel

#### Turniersiege
| Nr. | Datum            | Turnier      | Belag     | Partner            | Finalgegner                   | Ergebnis       |
| --- | ---------------- | ------------ | --------- | ------------------ | ----------------------------- | -------------- |
| 1.  | 21. Oktober 1979 | Sydney       | Hartplatz | Francisco González | Vijay Amritraj Pat DuPré      | kampflos       |
| 2.  | 6. Januar 1980   | Auckland     | Hartplatz | Peter Feigl        | John Sadri Tim Wilkison       | 6:2, 7:5       |
| 3.  | 15. Juni 1980    | Queen’s Club | Rasen     | Geoff Masters      | Paul McNamee Sherwood Stewart | 6:2, 4:6, 11:9 |
| 4.  | 5. Oktober 1981  | Brisbane     | Rasen     | Chris Lewis        | Mark Edmondson Mike Estep     | 7:5, 4:6, 7:6  |
| 5.  | 2. Mai 1982      | Hilton Head  | Sand      | Mark Edmondson     | Alan Waldman Van Winitsky     | 6:1, 7:5       |

#### Finalteilnahmen
| Nr. | Datum              | Turnier     | Belag       | Partner            | Finalgegner                      | Ergebnis      |
| --- | ------------------ | ----------- | ----------- | ------------------ | -------------------------------- | ------------- |
| 1.  | 18. September 1978 | Bournemouth | Sand        | David Carter       | Louk Sanders Rolf Thung          | 3:6, 4:6      |
| 2.  | 7. Oktober 1979    | Maui        | Hartplatz   | Francisco González | John Lloyd Nick Saviano          | 5:7, 4:6      |
| 3.  | 7. Oktober 1979    | Tokio       | Sand        | Francisco González | Colin Dibley Pat DuPré           | 6:3, 1:6, 1:6 |
| 4.  | 2. März 1980       | Memphis     | Teppich (i) | Tomáš Šmíd         | Brian Gottfried John McEnroe     | 3:6, 7:6, 6:7 |
| 5.  | 12. Oktober 1980   | Brisbane    | Rasen       | Phil Dent          | John McEnroe Matt Mitchell       | 6:8           |
| 6.  | 8. März 1982       | Linz        | Teppich (i) | Paul Kronk         | Anders Järryd Hans Simonsson     | 2:6, 0:6      |
| 7.  | 11. Juli 1982      | Newport     | Rasen       | Syd Ball           | Andy Andrews John Sadri          | 6:3, 6:7, 5:7 |
| 8.  | 25. Juli 1982      | Kitzbühel   | Sand        | Pavel Složil       | Mark Edmondson Kim Warwick       | 6:4, 4:6, 3:6 |
| 9.  | 10. Oktober 1982   | Melbourne   | Teppich (i) | Syd Ball           | Francisco González Matt Mitchell | 6:7, 6:7      |
| 10. | 18. Dezember 1983  | Sydney      | Rasen       | Broderick Dyke     | Mike Bauer Pat Cash              | 6:7, 4:6      |
| 11. | 25. Dezember 1983  | Adelaide    | Rasen       | Broderick Dyke     | Craig A. Miller Eric Sherbeck    | 3:6, 6:4, 4:6 |